# Cantó de Tolosa-5
El cantó de Tolosa-5 és un cantó francès del departament de l'Alta Garona, a la regió d'Occitània. Està inclòs al districte de Tolosa, està format només per la part del municipi que és cap de la prefectura, Tolosa de Llenguadoc.

## Barris
- Naut Bernat
- Bayard
- Baloards
- Concorde
- Concòrdia
- Joan Jaurès
- Sant Sernin